# George Grätzer
George A. Grätzer (em húngaro:  Grätzer György; Budapeste, 2 de agosto de 1936) é um matemático húngaro-canadense, especialista em teoria dos reticulados e álgebra universal. É conhecido por seus livros sobre LaTeX e sua prova, com E. Tamás Schmidt, do teorema de Grätzer-Schmidt.

## Biografia
Seu pai József Grätzer foi famoso na Hungria como o "rei dos quebra-cabeças" ("rejtvénykirály"). George Grätzer obteve um doutorado na Universidade Eötvös Loránd em 1960, orientado por László Fuchs. Em 1963 Grätzer e Schmidt publicaram seu teorema sobre a caracterização de congruência reticulados de álgebras. Em 1963 Grätzer deixou a Hungria e tornou-se professor na Universidade Estadual da Pensilvânia. Em 1966 tornou-se professor na Universidade de Manitoba e mais tarde adquiriu a cidadania canadense. Em 1970 tornou-se o fundador e editor-chefe do periódico Algebra Universalis. Seus artigos matemáticos são amplamente citados e escreveu vários livros influentes.
Grätzer recebeu diversos prêmios e honrarias. É casado e tem dois filhos (um dos quais é David Gratzer) e quatro netos.

## Prêmios e honrarias
- Grünwald Memorial Prize (1967)
- Steacie Prize (1971)[6]
- Fellow da Sociedade Real do Canadá (1973)
- Prêmio Jeffery–Williams (1978)
- Zubek Prize (1987)
- eleito membro estrangeiro da Academia de Ciências da Hungria (1997)

## Livros
- Elmesport egy esztendőre 1959 (2008-as kiadása: ISBN 9789639725362); traduzido para o inglês como Train your brain: A year's worth of puzzles 2011
- Universal Algebra 1960
- Lattice Theory 1971
- First Steps in LaTeX 1999
- The Congruences of a Finite Lattice: A Proof-by-Picture Approach 2005
- Math into LaTeX 2000
- More Math into LaTeX 2007